# Milan Kňažko
Milan Kňažko (Horné Plachtince, 28 agosto 1945) è un attore e politico slovacco.

## Biografia
È stato il primo ministro degli Affari Esteri della neonata Repubblica Slovacca, sorta in seguito alla dissoluzione della Cecoslovacchia. Il suo incarico agli esteri è durato 24 giugno 1992 al 19 marzo 1993.
È stato inoltre ministro della Cultura dal 30 ottobre 1998 al 15 ottobre 2002.